# وینک (تگزاس)
وینک، تگزاس (به انگلیسی: Wink, Texas) یک شهر در ایالات متحده آمریکا با جمعیت ۹۴۰ نفر است که در تگزاس واقع شده‌است.

## موقعیت جغرافیایی
موقعیت جغرافیایی شهرها و مناطق اطراف به شرح زیر است: